# Leutewitz (Dresden)
Leutewitz ist ein Stadtteil der sächsischen Landeshauptstadt Dresden. Der Name leitet sich vermutlich von Lut, dem Namen eines Lokators, ab. 

## Geografie

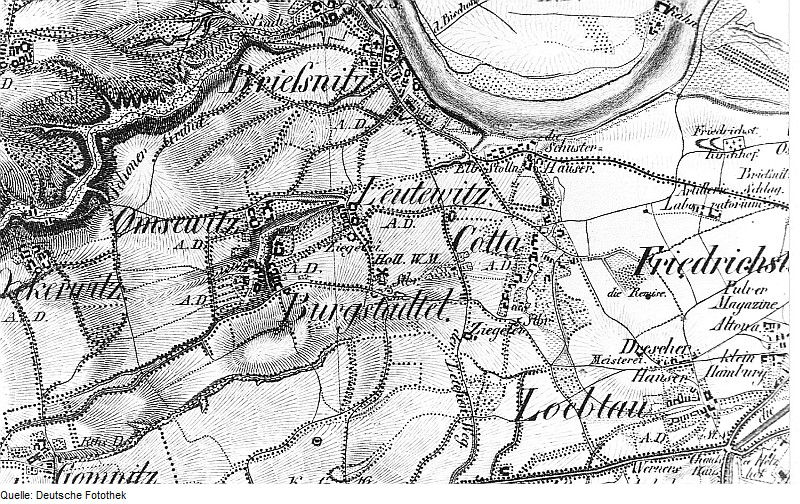
Leutewitz und seine Nachbardörfer auf einer Karte aus dem 19. Jahrhundert

Leutewitz befindet sich am linken Rand des Elbtalkessels, etwa fünf Kilometer westlich des Stadtzentrums, der Altstadt. Nachbargemarkungen sind Briesnitz im Norden, Omsewitz im Westen, Gorbitz im Süden und Cotta im Osten. Leutewitz ist eine Gemarkung, die in Gänze zum statistischen Stadtteil Briesnitz und damit zum Stadtbezirk Cotta gezählt wird. Innerhalb des statistischen Stadtteils bildet der Ortsteil den statistischen Bezirk 986 Leutewitz.
Mit seiner Höhe von 130 bis 160 m ü. NN liegt Leutewitz bereits deutlich über dem Niveau des Stadtzentrums. Das Gelände steigt in Richtung Westen langsam an. Die Elbe befindet sich nordöstlich in einer Entfernung von einem Kilometer. Insgesamt ist der Stadtteil locker bebaut. Geprägt wird er durch den zentral gelegenen Volkspark Leutewitz, um den sich Eigenheime gruppieren, sowie mehrere Gärtnereien und Kleingartenanlagen. Kennzeichnend für den Stadtteil ist ferner die Leutewitzer Windmühle.
Durch Leutewitz verkehren unter anderem die Straßenbahnlinien 1 und 12 sowie die Buslinien 80, 92 und 97 der Dresdner Verkehrsbetriebe.

## Geschichte

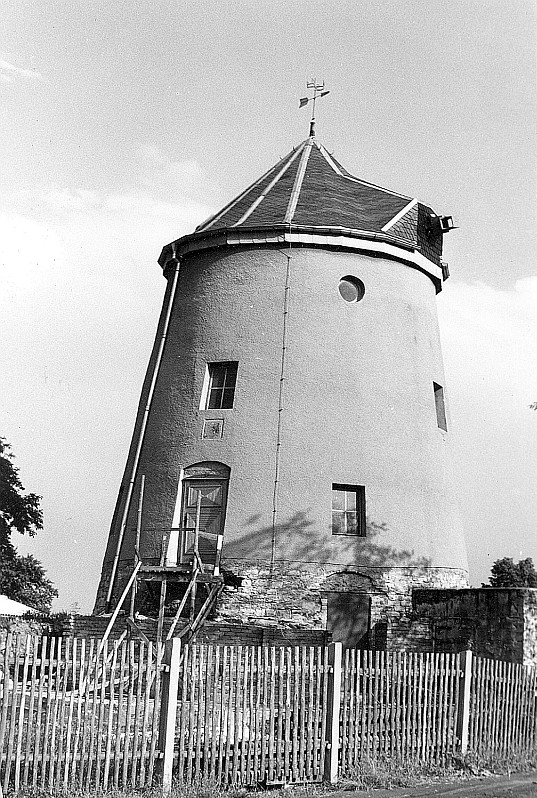
Leutewitzer Windmühle (1983)

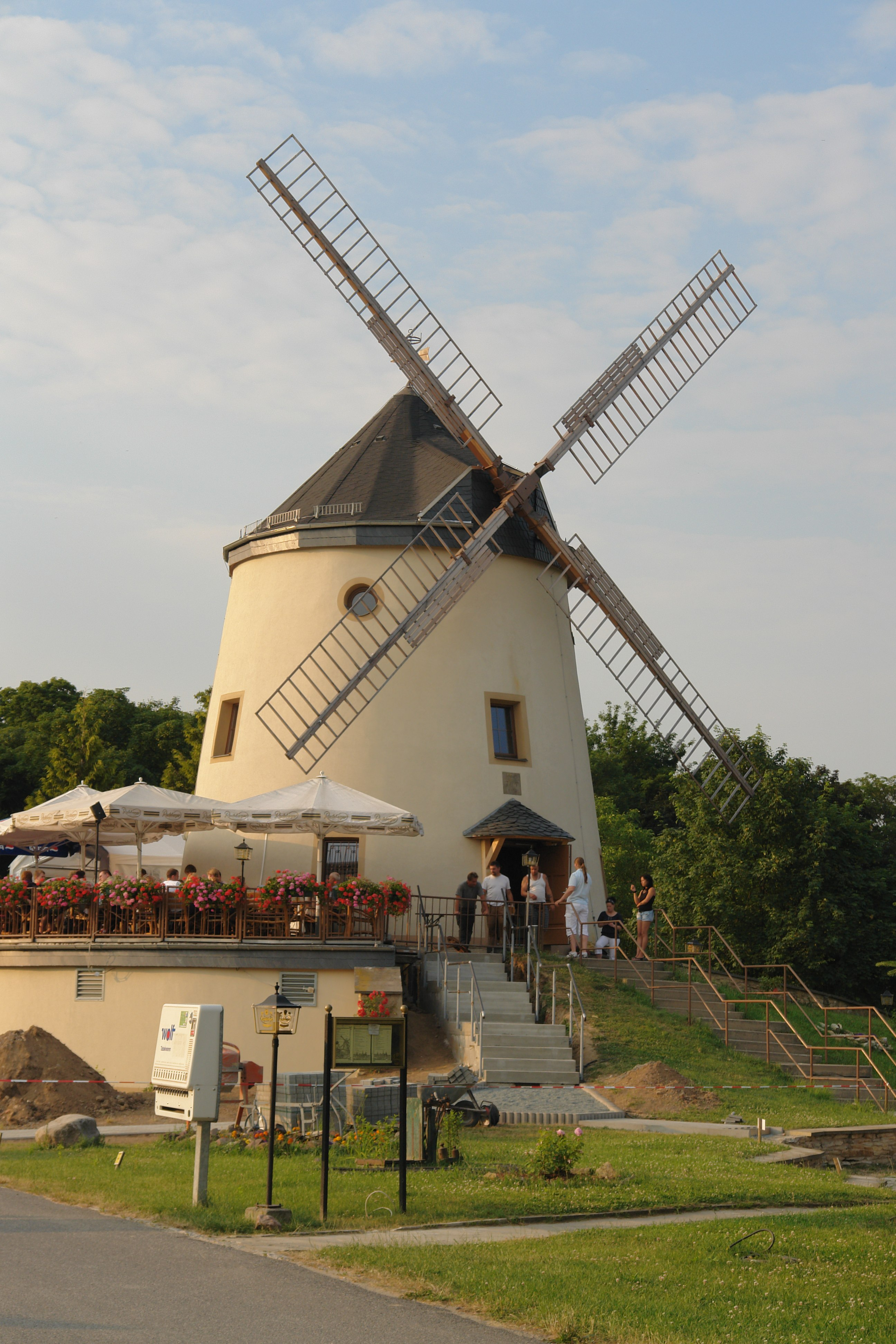
Leutewitzer Windmühle (2010)

Im Elbtal siedelnde Slawen gründeten vermutlich bereits im 10. Jahrhundert das 1071 erstmals als Ludiwice erwähnte Straßendorf Leutewitz, das sich in seinem Zustand aus dem 19. Jahrhundert teilweise bis heute erhielt und den Straßennamen Altleutewitz trägt. Die Gesamtanlage steht unter Denkmalschutz. Ab 1311 unterstand das Bauerndorf dem Domstift Meißen. Nach der Reformation wurde es ab 1559 nacheinander durch die Ämter Stolpen, Dresden, Meißen und ab 1843 wieder Dresden (ab 1875 Amtshauptmannschaft Dresden) verwaltet. Teile von Leutewitz, etwa 7 Hektar, wurden bereits 1906 nach Dresden eingemeindet, um hier den Leutewitzer Volkspark einzurichten, der am 30. September 1911 eröffnet wurde. Am 1. April 1921 wurde der Rest von Leutewitz gemeinsam mit Briesnitz, Kemnitz und Stetzsch eingemeindet. 
In Leutewitz dominierte bis ins 19. Jahrhundert hinein die Landwirtschaft, anschließend nutzte man einige Flächen für den Abbau von Lehm und Sandstein. Im Jahre 1839 wurde im Süden der Gemarkung eine Windmühle errichtet, die schon wenig später, ergänzt durch eine Gaststätte, ein stadtbekanntes Ausflugsziel war und bis heute als technisches Denkmal erhalten ist. In der Nähe dieser Turmholländerwindmühle befindet sich das fünfte Lichtloch des Tiefen Elbstollns. Ab Ende des 19. Jahrhunderts war Leutewitz das Zentrum eines gemeinsamen Schulbezirks, dem auch Burgstädtel, Omsewitz und Ockerwitz angehörten. Vor dem Schulgebäude steht eine 1883 gepflanzte Lutherlinde.

### Einwohnerentwicklung
| Jahr | Einwohner                   |
| ---- | --------------------------- |
| 1551 | 8 besessene Mann, 1 Häusler |
| 1764 | 9 besessene Mann, 1 Häusler |
| 1834 | 118                         |
| 1871 | 187                         |
| 1890 | 901                         |
| 1910 | 1637                        |